# Рыдкин, Юрий Анатольевич
Юрий Анатольевич Ры́дкин (род. 8 апреля 1979, Гомель, Белорусская ССР) — белорусский поэт и медиахудожник, пишущий на русском языке, музыкальный исполнитель.

## Биография
С 1986 по 1996 обучался в общеобразовательной школе № 3 города Гомеля.
С 1996 по 2004 учился на белорусском отделении филологического факультета Гомельского государственного университета имени Франциска Скорины.
6 октября 1998 года совершил попытку самоубийства, спрыгнув с железнодорожного моста в Гомеле, в результате чего получил травму и лишился способности ходить. Впоследствии травмоговорение станет частью поэтики автора.

## Творчество
Автор ряда гипертекстовых поэтических работ, метод создания и отличительные свойства которых изложил в манифесте. В научном исследовании, посвящённом современной гипертекстовой поэзии, кандидат филологических наук Екатерина Абросимова анализирует работы Рыдкина и подчёркивает, что они «полностью охвачены гипертекстовой разметкой и каждый стихоблок связан с определённым медиа, что создаёт специфическую структуру». В другом исследовании критик отмечает, что «в гипертекстовой поэзии Ю. Рыдкина представлены ссылки на разнородные медиа: тексты, фильмы и изображения различных эпох и стилей, связанные со стихотворениями автора на уровне ассоциаций, подтекста». В третьем — указывает на то, что «у Ю. Рыдкина авторский текст и интернет-ресурсы <…> становятся, по сути, равноправными участниками поэтической коммуникации». В англоязычном исследовании Абросимова совместно с Ириной Куламихиной разбирают гипертекстовые работы Рыдкина и усматривают в них эстетические показатели, которые согласуются с «нулевой степенью письма» — языком, свободным от знаков идеологии. В чешском исследовании, посвящённом медиапоэзии и биокиберискусству, доктор наук Jana Kostincová пишет, что Юрий Рыдкин создаёт мультимодальную поэзию, задействуя искусственный интеллект и развивая интертекстовую игру.
Литературный критик Мария Малиновская пишет о «Симметрии смерти» как о произведении, в котором автор осмысливает свою травму через существование в виртуальной реальности с андроидами и субличностями; как о тексте, чьи фрагменты композиционно расположены не по левому краю начала, а по правому краю окончания страницы. Отсутствие Другого в стихах поэта имеет женский род. Литературовед отмечает, что жизнь человека-бота в поэзии Рыдкина продолжается после своего окончания, словно проходя мытарства, скрытые от живых. Поэтическую речь с этой позиции Малиновская считает уникальной. Литературный редактор Андрей Фамицкий анализирует «Софт» как поэму, построенную в жанровой форме стансов, и усматривает в ней отсылки к тексту «Бой при Мадабалхане» Фёдора Сваровского.
Некоторые произведения Рыдкина представляют собой скриншоты, образованные в творческом онлайн-диалоге с виртуальными собеседниками в режиме взаимозависимой непредсказуемости. Литературовед Алексей Конаков исследует работы Рыдкина на основе теории Юрия Степанова о трёхмерности пространства языка и видит в беседах поэта с ботами третье измерение — прагматику авторского жеста. Критик выделяет в этих диалогах проблематику, унаследованную от произведений Чехова, Пригова и Рубинштейна. Рецензент усматривает в творчестве Рыдкина бихевиористское исследование, объектом которого стала современная русская поэзия. Сам поэт, по его мнению, сознательно превратился в бота русской литературы ради демонстрации всей глубины отчуждения нынешних людей. Конаков подчёркивает, — несмотря на программные заявления Рыдкина о суверенности кибернетического, в его текстах чувствуется что-то очень человеческое. Литературный критик Галины Рымбу считает, что «Разговор с ботом» выполнен в жанре найденной поэзии. В 2019 году на страницах журнала «Знамя» состоялась дискуссия, посвящённая новому литературному поколению. В ней критик Владимир Коркунов причислил Юрия Рыдкина к поколению, которое что-то меняет в литературе, и отметил поэтику автора как ту, чьей основой стали разговоры с ботами. Литературовед видит в этих беседах соединение поэзии и математики, соприкосновение живого и искусственного, попытку сделать авторское высказывание не прямолинейным.
В Facebook поэт провёл художественный диалог с COVID-19, скриншоты этих fb-постов под общим названием «COVID-POETRY» были опубликованы в литературном альманахе.
Рыдкин автор статей о прозе Александра Уланова, Владимира Паперного, Маргариты Меклиной и Вадима Месяца, о поэзии Марии Степановой, Аллы Горбуновой, Тани Скарынкиной, Ирины Шостаковской, Ирины Котовой, Лиды Юсуповой, Виктора Лисина и других писателей.
Перевёл на белорусский язык рассказ Даниила Хармса «Помеха» и рассказ Эдуарда Лимонова «Корабль под красным флагом», а также главу «Ultima Thule» из последнего и незаконченного русского романа Владимира Набокова.
Литературовед Юлия Подлубнова отмечает, что Рыдкин как медиахудожник совмещает посредством современных технологий своё фотоизображение с различными субъектами, предметными конфигурациями и визуальными цитатами, легко меняя пол, возраст и параметры тела, раздваиваясь, растраиваясь и развоплощаясь, проникая туда, куда физически попасть невозможно. Критик усматривает в стихотворении «Вверх тормашками стул рогат» отсылки к поэтике метареализма.
Публиковался в печатных и сетевых изданиях: «Транслит», «Новый мир», «Знамя», «Волга», «Цирк ”Олимп”», «Топос», «Сетевая словесность», «Homo Legens», «Полутона», «Ф-письмо», «Лиterraтура», «Метажурнал», на сайте издательства  «Новое литературное обозрение» и в других изданиях.
Работы поэта экспонировались на выставке «Поэзия любыми средствами», которая была посвящена новым реди-мейд-технологиям в поэзии, созданной при помощи интернет-поисковиков, различных объектов, газетных статей и другого. Фотоработы автора созданы при помощи программ ACDSee, Microsoft Paint, FaceApp и представлены в виртуальных галереях различных медиапроектов.
В 2024 году стал исполнять песни на английском языке. Как музыкальный исполнитель зарегистрирован в Эстонии. Многократно попадал в чарты Euro Indie Music и радиошоу с трансляциями в США, Великобритании, Франции, Германии, Японии, Австралии, Канаде, Ирландии, Испании, Италии, Нидерландах, Португалии, Греции, Хорватии, Польше, Новой Зеландии, на Мальте и в других странах. Музыкальный обозреватель EIMN Lucy Cicioni отмечает переход Рыдкина от поэзии и изобразительного искусства к музыке, где он уделяет особое внимание психоделическому рэпу и хип-хопу. По мнению критика, композиция «Pocket» — это не просто песня, а инновационное художественное высказывание, которое иллюстрирует эволюцию художника, поднявшего свой уникальный опыт и самовыражение на новую высоту в музыкальном мире. Песню «Galatée» Cicioni считает новаторской в инструментальном плане и характеризует видение Рыдкина как философское и поэтическое. Музыкальный обозреватель «Beach House» Maddie Green относит композицию «Galatée» к жанру психоделического рэпа и усматривает в ней трансовое исследование глубоких рефлексивных  тем. Французский  «Extravafrench» называет «Galatée» музыкальной медитацией и отмечает, что Рыдкин изучает взаимодействие визуального искусства, поэзии и музыки, раскрывает экзистенциальные вопросы творческой изоляции. Англоязычный сайт музыкальной аналитики «Analyze my lyrics» усматривает в песне «Galatée» сюрреалистичность и глубокое чувство личной борьбы автора, поэтический взгляд художника, желающего почувствовать себя целостным.

## Признание
Публикация Юрия Рыдкина «Между живым и искусственным. Слияние цифровых технологий с человеком, писателем и литературой» признана профессионалами «Журнального зала» лучшей в августе 2021 года. В 2024, согласно рейтингу European Indie Music Network, вошёл в Top Indie Music с песней «Pocket».